# Правителі Саксонії

Герб Саксонії

У цій статті перераховані правителі державних утворень на території Саксонії: герцоги Саксонії, курфюрсти Саксонії і королі Саксонії, а також правителі Саксен-Віттенберзького та Саксен-Лауенбурзького герцогств і веттинських саксонських герцогств.

## Герцоги Саксонії
Початкове Саксонське герцогство розташовувалося на території, зайнятій племенами саксів в північно-західній частині сучасної Німеччини. До його складу входили сучасна федеральна земля Нижня Саксонія, Вестфалія, а також західна частина землі Саксонія-Ангальт.
Племінні вожді саксів
- Хадугатон (пом. після 531)
- Бертоальд (пом. після 626)
- Теодоріх (пом. після 743/744)
- Відукінд (бл. 755-810)
- Аббіон (пои. бл. 811)

В 804 році Саксонія була остаточно підпорядкована Карлом Великим і увійшла до складу його імперії.
Маркграфи Саксонії (Гаттоніди)
- 838—840: Банцлейб (помер після 840), граф Мену 832, граф і маркграф Саксонії 838-840

Людольфинги
- Бл. 850—864/866: Людольф (бл. 805-864/866), герцог у Східній Саксонії з приблизно 850
- 864/866—880: Бруно (пом. 880), герцог Саксонії з 864/866, син попереднього
- 880—912: Оттон I Ясновельможний (пом. 912), герцог Саксонії з 880, граф Тюрингії з 908, брат попереднього
- 912—936: Генріх I Птахолов (бл. 876-936), герцог Саксонії з 912, король Східно-Франкського королівства з 919, син попереднього
- 936—961: Оттон II Великий (912-973), король Східно-Франкського королівства (Оттон I) з 936, 1-й імператор Священної Римської імперії (Оттон I) з 962, герцог Саксонії 936-961, син попереднього

У 953 році Оттон призначив своїм намісником у Саксонії маркграфа Германа Біллунга, який поступово посилив свою владу. Його часто називають герцогом Саксонії, однак у прижиттєвих документах він ніколи герцогом не називається. Герцогом названий його син, Бернхард I.
Біллунги
- 961—973: Герман (бл. 905/910 — 973), маркграф Біллунзької марки з 936 року, граф в Ветігау в 940, в Барденгау, Марштенгау і Тілітігау в 955, намісник короля в Саксонії з 953, герцог Саксонії з 961
- 973—1011: Бернхард I (пом. 1011), герцог Саксонії з 973, син попереднього
- 1011—1059: Бернхард II (після 990-1059), герцог Саксонії з 1011, син попереднього
- 1059—1072: Ордульф (бл. 1020-1072), герцог Саксонії з 1059, син попереднього
- 1072—1106: Магнус (бл. 1045-1106), герцог Саксонії з 1072, син попереднього

Після смерті герцога Магнуса, який залишив тільки дочок, імператор Генріх V передав титул герцога Саксонії графу Супплінбургу, обійшовши чоловіків двох дочок Магнуса.
Супплінбургська династія
- 1106—1137: Лотар (1075-1137), німецький король з 1125, імператор Священної Римської імперії (Лотар II) з 1133, герцог Саксонії з 1106, граф Суплінбурга

Після смерті імператора Лотаря його вдова передала Саксонію своєму зятеві — герцогу Баварії Генріху Гордому. Однак у 1138 році обраний королем Конрад III передав Саксонію маркграфу Альбрехту Ведмедю, однак утримати її Альбрехт не зміг. В 1142 році Саксонія була передана Генріха Леву, сину Генріха Гордого.
Вельфи
- 1137—1139: Генріх II Гордий (бл. 1108-1139), герцог Баварії (Генріх X) з 1126, герцог Саксонії з 1137, маркграф Тоскани з 1137, онук Магнуса, герцога Саксонії, і зять імператора Лотаря II

Асканії
- 1138—1142: Альбрехт Ведмідь (ок. 1100-1170), граф Балленштадта з 1123, маркграф Лужицької марки 1123-1131, граф Веймар-Орламюнде з приблизно 1134, маркграф Північної марки 1134-1157, маркграф Бранденбурга з 1137, герцог Саксонії 1138-1142

Вельфи
- 1142—1180: Генріх III Лев (1129-1195), герцог Саксонії 1142-1180, герцог Баварії (Генріх XII) 1156-1180, син Генріха Гордого

У 1180 році імператор Фрідріх I Барбаросса після придушення повстань Генріха Лева розділив Саксонію на декілька князівств. Назва «герцогство Саксонія» отримали невеликі володіння за правому березі Нижньої і Середньої Ельби, що дісталася Бернхарду, графу Ангальту, одному з синів Альбрехта Ведмедя.

## Асканійські герцоги Саксонії
Асканії
- 1180—1212: Бернхард III (I) (1140-1212), граф Ангальту з 1170, герцог Саксонії з 1180
- 1212—1260: Альбрехт I (пом. 1260), герцог Саксонії з 1212, син попереднього
- 1260—1282: Йоганн I (1246-1286), герцог Саксонії 1260-1282 (спільно з братом Альбрехтом II), син попереднього
- 1260—1296: Альбрехт II (ок. 1250 — 1298), герцог Саксонії 1260-1296 (до 1282 спільно з братом Йоганом I, з 1282 спільно з племінниками, Альбрехтом III, Еріком I та Йоганом III), граф фон Гоммерн з 1290, граф фон Гоммерн з 1295, герцог Саксен-Віттенбергу з 1296, брат попереднього
- 1282—1296: Йоганн II (пом. 1322), герцог Саксонії 1282-1296 (спільно з братами і дядьком Альбрехтом II), герцог Саксен-Лауенбургзький 1296-1303 (спільно з братами), герцог Саксен-Лауенбургзький з 1303, герцог Бергедорфа 1303-1321, герцог Рацебургу з 1308, син Йоганна I
- 1282—1296: Альбрехт III (пом. 1308), герцог Саксонії 1282-1296 (спільно з братами і дядьком Альбрехтом II), герцог Саксен-Лауенбургзький з 1296 (спільно з братами), син Йоганна I
- 1282—1296: Еріх I (пом. 1359), герцог Саксонії 1282-1296 (спільно з братами і дядьком Альбрехт II), герцог Саксен-Лауенбургу 1296-1303 (спільно з братами), син Йоганна I

В результаті декількох розділів (1269, 1272 і 1282 років) і остаточного розділу в 1296 Саксонія була розділена на 2 герцогства: Саксен-Віттенберг і Саксен-Лауенбург. Їх правителі до 1356 року змагалися за титул курфюрста Саксонії, коли він по Золотій буллі імператора Карла IV не був затверджений за герцогами Саксен-Віттенберг.

### Герцоги Саксен-Лауенбурзькі

Герб герцогів Саксен-Лауенбургу

Асканії, Саксен-Лауенбурзька лінія
- 1296—1303: Йоганн II (пом. 1322), герцог Саксонії 1282-1296 (спільно з братами і дядьком Альбрехтом II), герцог Саксен-Лауенбургу 1296-1303 (спільно з братами), герцог Саксен-Мельну 1303-1321, герцог Саксен-Бергердорф-Мельну з 1321, син Йоганна I
- 1296—1303: Альбрехт III (пом. 1308), герцог Саксонії 1282-1296 (спільно з братами і дядьком Альбрехтом II), герцог Саксен-Лауенбургу 1296-1303 (спільно з братами), герцог Саксен-Рацебургу з 1303, син Йоганна I
- 1296—1330: Еріх I (пом. 1359), герцог Саксонії 1282-1296 (спільно з братами і дядьком Альбрехт II), герцог Саксен-Лауенбургу 1296-1303 (спільно з братами), герцог Саксен-Лауенбургу 1303-1321, герцог Бергедорфу 1303-1321, герцог Рацебургу 1308-1321, герцог Саксен-Лауенбург-Рацебургу 1321-1338, син Йоганна I

#### Герцоги Саксен-Бергердорф-Мельну
Асканії, лінія Саксен-Бергердорф-Мельн
- 1303—1322: Йоганн II (пом. 1322), герцог Саксонії 1282-1296 (спільно з братами і дядьком Альбрехтом II), герцог Саксен-Лауенбургу 1296-1303 (спільно з братами), герцог Саксен-Мельну 1303-1321, герцог Саксен-Бергердорф-Мельну з 1321, син Йоганна I
- 1322—1344: Альбрехт IV (1315-1344), герцог Саксен-Бергердорф-Мельну з 1322, син попереднього
- 1344—1354/1356: Йоганн III (пом. 1354/1356), герцог Саксен-Бергердорф-Мельну з 1344, син попереднього
- 1354/1356—1367: Альбрехт V (пом. 1367), герцог Саксен-Бергердорф-Мельну з 1354/1356, брат попереднього
- 1367—1401: Еріх III (розум. 1367), канонік, герцог Саксен-Бергердорф-Мельну з 1367, брат попереднього

Після смерті бездітного Еріха III його володіння перейшли до герцогів Саксен-Лауенбург-Рацебургу.

#### Герцоги Саксен-Лауенбург-Рацебурзькі
Асканії, лінія Саксен-Лауенбург-Рацебургу
- 1303—1338: Еріх I (пом. 1359), герцог Саксонії 1282-1296 (спільно з братами і дядьком Альбрехтом II), герцог Саксен-Лауенбургу 1296-1303 (спільно з братами), герцог Саксен-Лауенбургу 1303-1321, герцог Бергедорфу 1303-1321, герцог Рацебургу 1308-1321, герцог Саксен-Лауенбург-Рацебургу 1321-1338, син Йоганна I
- 1338—1368: Еріх II (пом. 1368), герцог Саксен-Лауенбург-Рацебургу з 1338, син попереднього
- 1368—1411: Еріх IV (1354-1411), герцог Саксен-Лауенбург-Рацебургу з 1368, герцог Саксен-Бергердорф-Мельну з 1401, син попереднього

#### Герцоги Саксен-Лауенбурзькі
Асканії, лінія Саксен-Лауенбург-Рацебург
- 1411—1435: Еріх V (1354—1411), герцог Саксен-Лауенбургу с 1411 (до 1414 спільно з братом Йоганном IV, з 1426 спільно з  братом Бернхардом II), син Еріха IV
- 1411—1414: Йоганн IV (ум. 1414), герцог Саксен-Лауенбургу з 1411 (спільно з братом Еріхом V), син Еріха IV
- 1426—1463: Бернхард II (1354—1411), герцог Саксен-Лауенбургу с 1426 (до 1435 спільно з братом Еріхом V), син Еріха IV
- 1463—1507: Йоганн V (1439—1507), герцог Саксен-Лауенбургу с 1463, син попереднього
- 1507—1543: Магнус I (1488—1543), герцог Саксен-Лауенбургу с 1507, син попереднього
- 1543—1571: Франц I (1510—1581), герцог Саксен-Лауенбургу 1543—1571, 1573—1581, син попереднього
- 1571—1573: Магнус II (1443—16033), герцог Саксен-Лауенбургу 1571—1573, син попереднього
- 1573—1581: Франц I (повторно)
- 1585—1619: Франц II (1547—1619), регент герцогства Саксен-Лауенбург 1578—1581, адміністратор герцогства Саксен-Лауенбург 1581—1585, герцог Саксен-Лауенбургу с 1585, син попереднього
- 1619—1656: Август (1577—1656), герцог Саксен-Лауенбургу с 1619, син попереднього
- 1656—1665: Юлій Генріх (1586—1665), герцог Саксен-Лауенбургу с 1656, брат попереднього
- 1665—1666: Франц Ердман (1629—1666), герцог Саксен-Лауенбургу с 1665, син попереднього
- 1666—1689: Юлій Франц (1641—1689), герцог Саксен-Лауенбургу с 1666, брат попереднього

Після смерті в 1689 році герцога Юлія Франца, який не залишив синів, його дві що залишилися до того часу в живих (із трьох) дочки — Анна Марія Франциска і Сибілла Августа — почали боротися між собою за спадщину. Цим скористався герцог Георг Вільгельм із  сусіднього Брауншвейг-Люнебурга до якого входить  князівство Люнебург-Целле, який окупував Саксен-Лауенбург, перешкодивши сходження на трон законної спадкоємиці Анни Марії Франциски. У 1693 році його права були визнані королем Данії, а в 1728 році імператор Карл VI визнав права на Саксен-Лауенбург за Георгом II, королем Великої Британії і курфюрстом Ганновера.
Вельфи, гілка Брауншвейг-Люнебург-Целле
- 1689—1705: Георг Вільгельм (1624-1705), герцог Брауншвейг-Калленбергу з 1648, герцог Брауншвейг-Люнебург-Целле з 1665, герцог Саксен-Лауенбургу (де-факто) з 1689

Вельфи, Ганноверська гілка
- 1705—1727: Георг Людвіг I (1660-1727), курфюрст Ганновера з 1698, герцог Саксен-Лауенбургу (де-факто) з 1705, король Великої Британії з 1714, зять попереднього
- 1727—1760: Георг II Август (1683-1760), король Великої Британії і курфюрст Ганновера з 1727, герцог Саксен-Лауенбургу з 1727 (де-юре з 1728), син попереднього
- 1760—1805: Георг III (1738-1820), король Великої Британії і курфюрст Ганновера з 1760, герцог Саксен-Лауенбургу 1760-1814, онук попереднього

У 1803-1805 року Саксен-Лауенбург був окупований Францією і до 1815 року герцогство фактично було скасовано, а за його територію сперечалися Франція і Пруссія. Після розгрому Франції в 1815 році Віденський конгрес відновив герцогство Саксен-Лауенбург, яке стало членом Німецького союзу і в результаті серії обмінів увійшло на правах особистої унії до складу Данії.
Ольденбурзька династія, Датська лінія
- 1815—1839: Фрідріх I (1768-1839), король Данії (Фредерік VI) з 1808, король Норвегії 1808-1814, герцог Шлезвігу і Гольштейну з 1808, герцог Саксен-Люнебургу з 1815
- 1839—1848: Крістіан I (1786-1848), король Данії (Крістіан VIII) з 1839, король Норвегії 1814, герцог Шлезвігу, Гольштейну і Саксен-Люнебургу з 1839, син попереднього
- 1848—1863: Фрідріх II (1808-1863), король Данії (Фредерік VII) з 1848 герцог Шлезвігу, Гольштейну і Саксен-Люнебургу з 1848, син попереднього

Ольденбурзька династія, Глюксбургська лінія
- 1863—1864: Крістіан II (1786-1848), король Данії (Крістіан IX) з 1863, герцог Саксен-Лауенбургу 1863-1864

У 1864 році Саксен-Лауенбург окупований Пруссією в ході датсько-прусської війни. У 1865 році герцогом Саксен-Лауенбургу на правах особистої унії став король Пруссії.
Гогенцоллерни
- 1865—1876: Вільгельм I (1797-1888), король Пруссії з 1861, герцог Саксен-Лауенбургу 1865-1876, імператор Німеччини з 1871

У 1876 році герцогство Саксен-Лауенбург було розформовано, а його територія увійшла до складу провінції Шлезвіг-Гольштейн в якості району «Герцогство Лауенбург».

### Герцоги Саксен-Віттенберзькі
Асканії, Саксен-Віттенбергська гілка
- 1296—1298: Альбрехт II (ок. 1250 — 1298), герцог Саксонії 1260-1296 (до 1282 спільно з братом Йоганном I, з 1282 спільно з племінниками, Альбрехтом III, Еріком I і Йоганном III), граф фон Гоммерн з 1290, граф фон Гоммерн з 1295, герцог Саксен-Віттенбергу з 1296
- 1298—1356: Рудольф I (пом. 1356), герцог Саксен-Віттенберг з 1298, син попереднього

За Золотою буллою імператора Карла IV за герцогами Саксен-Віттенбергу були затверджені права курфюрстів Саксонії.

## Курфюрсти Саксонії
Асканії, Саксен-Віттенбергська гілка
- 1356—1370: Рудольф II (пом. 1370), герцог Саксен-Віттенбергу з 1356, курфюрст Саксонії з 1356, син Рудольфа I
- 1370—1388: Венцель (пом. 1388), герцог Саксен-Віттенбергу і курфюрст Саксонії з 1370, брат попереднього
- 1388—1419: Рудольф III (пом. 1419), герцог Саксен-Віттенбергу і курфюрст Саксонії з 1388, син попереднього
- 1419—1422: Альбрехт III (пом. 1422), герцог Саксен-Віттенбергу і курфюрст Саксонії з 1419, брат попереднього

Після смерті курфюрста Альбрехта III, який не залишив прямих спадкоємців, імператор Сигізмунд передав у 1423 році вакантне герцогство і титул курфюрста Саксонії одному зі своїх прихильників, маркграфу Майсена Фрідріху IV.
Веттіни
- 1423—1428: Фрідріх I Войовничий (1370-1428), маркграф Мейсену (Фрідріх IV) з 1407, герцог Саксен-Віттенбергу і курфюрст Саксонії з 1423
- 1428—1464: Фрідріх II Лагідний (1412-1464), маркграф Мейсену (Фрідріх V) і курфюрст Саксонії з 1428, ландграф Тюрингії (Фрідріх V) 1440-1445, син попереднього
- 1464—1486: Ернст (1441-1486), курфюрст Саксонії з 1464, маркграф Майсену (спільно з братом) 1464-1485, ландграф Тюрингії з 1482

У 1485 році Ернст розділив володіння з братом Альбрехтом. За Ернестом, який став родоначальником Ернестинської лінії, збереглася Тюрингія і титул курфюрста. За Альбрехтом, який став родоначальником Альбертинської лінії — Мейсен.
Веттіни, Ернестинська лінія
- 1486—1525: Фрідріх III Мудрий (1463-1525), курфюрст Саксонії з 1486, син Ернста
- 1525—1532: Йоганн Сталий (1467-1532), курфюрст Саксонії з 1525, брат попереднього
- 1532—1547: Йоганн Фрідріх I Великодушний (1503-1554), курфюрст Саксонії 1532-1547, син попереднього

У 1547 році Йоганн Фрідріх I був позбавлений володінь, а титул був переданий голові Альбертінськой лінії, герцогу Моріцу. Його син на короткий час, 1554-56 рр., повернув собі титул курфюрста.
- 1554—1556: Йоганн Фрідріх II Середній (1529-1595), курфюрст Саксонії 1554-1556, герцог Саксен-Готи 1554-1566, син попереднього

Веттіни, Альбертинська лінія
- 1547—1553: Моріц (1521-1553), герцог Саксонії з 1541, курфюрст Саксонії з 1547
- 1553—1586: Август (1526-1586), курфюрст Саксонії з 1553, брат попереднього
- 1586—1591: Крістіан I (1560-1591), курфюрст Саксонії з 1586, син попереднього
- 1591—1611: Крістіан II (1583-1611), курфюрст Саксонії з 1591, син попереднього
- 1611—1656: Йоганн Георг I (1585-1656), курфюрст Саксонії з 1611, брат попереднього
- 1656—1680: Йоганн Георг II (1613-1680), курфюрст Саксонії з 1656, син попереднього
- 1680—1691: Йоганн Георг III (1647-1691), курфюрст Саксонії з 1680, син попереднього
- 1691—1694: Йоганн Георг IV (1668-1694), курфюрст Саксонії з 1691, син попереднього
- 1694—1733: Фрідріх Август I Сильний (1670-1733), курфюрст Саксонії з 1694, король Речі Посполитої (Август II) 1697-1704, 1709-1733, брат попереднього
- 1733—1763: Фрідріх Август II (1696-1763), курфюрст Саксонії з 1733, король Речі Посполитої (Август III) з 1733, син попереднього
- 1763—1763: Фрідріх Крістіан (1722-1763), курфюрст Саксонії з 1763, син попереднього
- 1763—1768: Франц Ксаверій (1730-1806), регент-курфюрст Саксонії, брат попереднього
- 1768—1806: Фрідріх Август III (1750-1827), курфюрст Саксонії (Фрідріх Август III) 1763-1806, король Саксонії (Фрідріх Август I) з 1806, герцог Варшавський (Фрідріх Август) 1807-1815, син Фрідріха Крістіана.

У 1806 році Священна Римська імперія припинила своє існування і титул курфюрста був скасований. Натомість Фрідріх Август III отримав титул короля Саксонії.

### Герцоги Саксонії з Альбертинської лінії
- 1486—1500: Альбрехт III Сміливий (1443-1500), маркграф Майсену (до 1485 спільно з братом) з 1464, герцог Саксонії з 1485, брат курфюрста Ернста
- 1500—1539: Георг Бородатий (1471-1539), герцог Саксонії з 1485, син попереднього
- 1539—1541: Генріх Благочестивий (1473-1541), герцог Саксонії з 1539, брат попереднього
- 1541—1553: Моріц (1521-1553), герцог Саксонії з 1541, курфюрст Саксонії з 1547, син попереднього

У 1547 році імператор Карл V передав Моріцу титул курфюрста Саксонії.

## Королі Саксонії
- 1806—1827: Фрідріх Август I (1750-1827), курфюрст Саксонії (Фрідріх Август III) 1763-1806, король Саксонії (Фрідріх Август I) з 1806, герцог Варшавський (Фрідріх Август) 1807-1815
- 1827—1836: Антон Прихильний (1755-1837), король Саксонії з 1827, брат попереднього
- 1836—1854: Фрідріх Август II (1797-1854), король Саксонії з 1836, племінник попереднього, син принца Максиміліана Саксонського
- 1854—1873: Йоганн (1801-1873), король Саксонії з 1854, брат попереднього
- 1873—1902: Альберт (1828-1902), король Саксонії з 1873, син попереднього
- 1902—1904: Георг (1832-1904), король Саксонії з 1902, брат попереднього
- 1904—1918: Фрідріх Август III (1865-1932), король Саксонії 1904-1918, син попереднього

### Глави Саксонського дому
- 1918—1932: Фрідріх Август III (1865-1932), король Саксонії 1904-1918, голова Саксонського дому з 1918
- 1932—1968: Фрідріх Крістіан, маркграф Майсена (1893-1968), голова Саксонського дому з 1932, син попереднього
- 1968—2012: Марія Еммануель, маркграф Майсену (1926-2012), голова Саксонського дому з 1968, син попереднього
- 2012: Альберт, маркграф Майсена (1934-2012), голова Саксонського дому в 2012 (липень—жовтень)

## Правителі Саксонських герцогств

### ГерцогиСаксен-Вейсенфельсу
- Август (13 серпня 1614 — 4 червня 1680), адміністратор Магдебурзького архиєпископства 1638-1648, герцог Саксен-Вейсенфельсу з 1656, син курфюрста Саксонії Йоганна Георга I
- Йоганн Адольф I (2 листопада 1649 — 24 травня 1697), герцог Саксен-Вейсенфельсу і граф Кверфурту з 1680, син Августа
- Йоганн Георг (13 липня 1677 — 16 травня 1712), герцог Саксен-Вейсенфельсу і граф Кверфурту з 1697, син Йоганна Адольфа I
- Крістіан (23 лютого 1682 — 18 червня 1736), герцог Саксен-Вейсенфельсу і граф Кверфурту з 1712, син Йоганна Адольфа I
- Йоганн Адольф II (4 вересня 1685 — 16 травня 1746), герцог Саксен-Вейсенфельсу і граф Кверфурту з 1736, син Йоганна Адольфа I

### Герцоги Саксен-Вейсенфельс-Барбі (молодша лінія герцогів Саксен-Вейсенфельських)
- Генріх (29 вересня 1657 — 16 лютого 1728), герцог Саксен-Вейсенфельс-Барбі з 1680, син герцога Августа Саксен-Вейсенфельського
- Георг Альбрехт (19 квітня 1695 — 12 червня 1739), герцог Саксен-Вейсенфельс-Барбі з 1728, син Генріха

### ГерцогиСаксен-Мерзебурга
- Крістіан I (27 жовтня 1615 — 18 жовтня 1691), герцог Саксен-Мерзебурзький з 1657, син курфюрста Саксонії Йоганна Георга I
- Крістіан II (19 листопада 1653 — 20 жовтня 1694), герцог Саксен-Мерзебурзький з 1691, син Крістіана I
- Крістіан III Моріц (7 листопада 1680 — 14 листопада 1694), герцог Саксен-Мерзебурзький з 1694, син Крістіана II
- Моріц Вільгельм (5 лютого 1688 — 21 квітня 1731), герцог Саксен-Мерзебурзький з 1694, син Крістіана II
- Генріх (2 вересня 1661 — 28 липня 1738), герцог Саксен-Мерзебург-Шпрембергський з 1691, герцог Саксен-Мерзебурзький з 1731, син Крістіана I

### Герцоги Саксен-Ремхильда
- Генріх Саксен-Ремхильдский (1650-1710)

### Герцоги Саксен-Айзенберга
- Крістіан Саксен-Ейзенбергський (1653-1707)